# Авченко, Василий Олегович
Васи́лий Оле́гович А́вченко (род. 14 июля 1980, Черемхово, Иркутская область) — российский писатель и журналист.

## Биография
Родился 14 июля 1980 года города Черемхово Иркутской области в семье геологов. Проживает во Владивостоке. Окончил с отличием факультет журналистики Дальневосточного государственного университета (2002). 
Работал во владивостокских газетах «Ежедневные Новости», «Дальневосточный учёный», «Владивосток» и др.
Выступал как публицист в газете «Дуэль» (статья «Общество информационного контроля», в соавторстве с А. Самсоновым), с 2009 года — в региональном выпуске «Новой газеты».
Печатается в журналах «Новый мир», «Дружба народов», «Знамя», «Москва», «Двина», «Нижний Новгород», Тихоокеанском альманахе «Рубеж», альманахе «Енисей».
В июле 2015 года Роскомнадзор вынес предупреждение редакции «Новой газеты» за публикацию отрывка книги Василия Авченко. В отрывке «Кристалла в прозрачной оправе» употреблялось нецензурное слово, но несколько букв в нём были заменены точками.
В 2016 году книга «Кристалл в прозрачной оправе» вошла в шорт-лист Бунинской премии.
Стал автором текста ежегодного российского культурно-просветительного мероприятия «Тотальный диктант» в 2023 году.

## Политические взгляды
Весной 2010 года подписал обращение российской оппозиции «Путин должен уйти».
В августе 2017 года выступил одним из 20 подписантов письма президенту Франции Эмманюэлю Макрону с просьбой помиловать отбывающего тюремное заключение террориста Ильича Рамиреса Санчеса.
В феврале 2022 года поддержал военное вторжение России на Украину. С сентября 2023 года входит в санкционные списки Канады как пособник российского режима и распространитель дезинформации.

## Семья
Женат, воспитывает двоих сыновей.

## Премии и награды
- 2009 — лонг-лист премии «Большая книга».
- 2010 — шорт-лист премии «Национальный бестселлер», шорт-лист «премии НОС».
- 2015 — шорт-лист премии «Национальный бестселлер».[12]
- 2016 — книга «Кристалл в прозрачной оправе» вошла в лонг-лист премии «Большая книга».[13], лонг-лист литературной «премии НОС», шорт-лист Бунинской премии[5].
- 2019 — лауреат общероссийской литературной премии «Дальний Восток» имени В. К. Арсеньева в номинации «За вклад в развитие современной культуры Дальнего Востока».
- 2020 — книга Василия Авченко и Алексея Коровашко «Олег Куваев: повесть о нерегламентированном человеке» вошла в шорт-лист премии «Большая книга» и в лонг-лист премии «Просветитель».
- 2021 — книга «Дальний Восток: иероглиф пространства» вошла в длинный список премии «Ясная поляна».
- 2023 — книга «Красное небо. Невыдуманные истории о земле, огне и человеке летающем» вошла в шорт-лист премии «Большая книга»[14].